# Scarpe sulla riva del Danubio
Le Scarpe sulla riva del Danubio (in ungherese Cipők a Duna-parton) sono un memoriale dell'Olocausto, opera del regista Can Togay realizzato insieme allo scultore Gyula Pauer. L'installazione artistica è collocata sul lungo Danubio di Budapest ed è stata inaugurata il 16 aprile 2005 nella Giornata ungherese della memoria per il 60º anniversario della Shoah.

## Opera
L'opera è un gruppo scultoreo che raffigura delle scarpe poste sul ciglio della banchina della sponda del Danubio sul lato di Pest e ricorda un massacro di cittadini ebrei compiuto dai miliziani del Partito delle Croci Frecciate durante la seconda guerra mondiale. Così si chiamava la milizia che collaborò con i nazisti nella deportazione e sterminio di migliaia di ebrei ungheresi. Dopo averli imprigionati nelle loro stesse case all'interno del ghetto di Budapest, i miliziani decisero di assassinare le proprie vittime in città. Gli ebrei venivano trascinati lungo il fiume Danubio, legati a gruppi di tre e uccisi con un colpo alla nuca; i loro cadaveri venivano gettati nel fiume.

## Storia
Durante l'autunno e l'inverno del 1944, dopo che i tedeschi rovesciarono il governo di Miklos Horthy portando al potere Ferenc Szálasi, il partito di quest'ultimo, la Croce Frecciata, fortemente fascista ed antisemita, introdusse un regno di terrore a Budapest.
La maggior parte degli omicidi di ebrei lungo il fiume Danubio avvenne tra il dicembre 1944 e il gennaio 1945. I membri della polizia ungherese del Partito della Croce Frecciata ("Nyilas") prelevarono ben 20 000 ebrei dal ghetto di Budapest, appena istituito, e li giustiziarono lungo la riva del fiume. Sparare agli ebrei nel Danubio era conveniente perché il fiume portava via i corpi. Spesso gli assassini della Croce Frecciata costringevano le loro vittime ebree terrorizzate a togliersi le scarpe prima di ucciderle. Le scarpe erano merce preziosa durante la Seconda Guerra Mondiale, gli assassini potevano usarle o scambiarle al mercato nero. A volte, però, le scarpe delle vittime erano così logore che i miliziani uccidevano gli ebrei con le scarpe ancora indosso. In alcuni casi gli uomini della Croce Frecciata legavano insieme le mani di due o tre ebrei, adulti o bambini. Poi sparavano solo a una delle persone legate insieme per far si che il corpo del morto trascinasse con sé le vittime ancora vive nel fiume. Tutti i corpi, legati insieme da lacci o corde o dal destino, affondavano o galleggiavano lungo il fiume. Se i miliziani si accorgevano che gli ebrei erano ancora vivi, li usavano come bersaglio.
La notte dell'8 gennaio 1945, una brigata di Croci Frecciate effettuò un rastrellamento in tutti gli edifici che si affacciavano sulla strada Vadasz lungo il corso del Danubio. Verso mezzanotte, Karoly Szabo e un gruppo di 20 poliziotti fecero irruzione nella caserma delle Croci Frecciate e liberarono tutti gli ostaggi. Tra quelli che riuscirono a salvarsi ci furono Lars Ernster, che trasferitosi in Svezia divenne membro della commissione per l'assegnazione del premio Nobel dal 1977 al 1988, e Jacob Steiner, poi divenuto professore all'Università Ebraica di Gerusalemme in Israele. Il padre di Steiner era stato ucciso dai miliziani delle Croci Frecciate il 25 dicembre 1944, e gettato nel Danubio.
Il dott. Erwin K. Koranyi, psichiatra di Ottawa, scrisse della notte dell'8 gennaio 1945 nel suo saggio Dreams and Tears: Chronicle of a Life (2006). Il 7 aprile 2009 Pal Szalai è stato inserito nei "Giusti tra le nazioni" per aver salvato diversi ebrei ungheresi.
Karoly Szabo è stato ammesso il 12 novembre 2012.